# Yeoseodo
Yeoseodo (hangul: 여서도) är en bebodd ö i Sydkorea.  Den ligger i provinsen Södra Jeolla, i den södra delen av landet, 400 km söder om huvudstaden Seoul. Arean är 3,97 kvadratkilometer. Den ligger 18 km söder om närmaste bebodda ö, Cheongsando.
Terrängen på Yeoseodo är lite kuperad. Öns högsta punkt är 334 meter över havet. Den sträcker sig 2,3 kilometer i nord-sydlig riktning, och 2,6 kilometer i öst-västlig riktning.